# 雲南頭蟲屬
雲南頭蟲屬（學名：Yunnanocephalus），為三葉蟲的一屬，化石發現於中國、澳洲及南極等地（在中國澄江尤其常見），體長約 2 至 4 公分。

## 特徵
蟲體前端寬圓，後端狹窄；頭大，略呈橢圓形；頭鞍寬度向前逐漸變小，鞍前葉鈍圓狀；頭鞍溝有3對，但有時不明顯；頸環寬；眼脊粗，由鞍前葉向兩側延伸；固定頰寬，活動頰小而窄；頰角處圓弧狀，無頰刺。頭與胸節腹側均有雙支形附肢，但附肢結構不甚清楚。胸部位有14體節，肋溝淺而寬，除最後軸節外，均有側葉與粗短的邊緣側刺；大部份軸節上均有1個小刺瘤。尾部小，由2個不完全軸節所構成，中軸近四方形，側區小而近似三角形。

## 化石分布
化石發現於南極洲 Shackleton 組（81.9° S, 158.7° E）。生活於寒武紀阿特達板階
化石發現於澳洲 Mernmerna 組（31.2° S, 138.9° E）。生活於寒武紀波托米階
化石發現於中國昆明海口鎮筇竹寺組玉案山段（24.8° N, 102.6° E）。生活於寒武紀阿特達板階